# Miguel Bravo (futbolista argentino)
Miguel Bravo fue un futbolista argentino. Se desempeñaba como delantero y su primer club fue Ferro Carril Oeste.

## Carrera
Tuvo su bautismo en el fútbol profesional con la camiseta de Ferro en 1931. Al año siguiente jugó en Rosario Central; su primer partido fue ante Belgrano, en un empate 2-2, encuentro llevado a cabo el 5 de junio de 1932. Allí disputó 4 encuentros y marcó 3 goles. Retornó a Ferro, donde tuvo un gran torneo, marcando 19 goles. En 1934 jugó en Chacarita Juniors, para retornar luego por segunda vez a Ferro.

## Clubes
| Club               | País      | Año  |
| ------------------ | --------- | ---- |
| Ferro Carril Oeste | Argentina | 1931 |
| Rosario Central    | Argentina | 1932 |
| Ferro Carril Oeste | Argentina | 1933 |
| Chacarita Juniors  | Argentina | 1934 |
| Ferro Carril Oeste | Argentina | 1935 |